# Joe Bonnie
Joe Bonnie est un célèbre batteur irlandais. En 1971, il a enseigné la batterie à un tout jeune Larry Mullen Junior de 10 ans, futur batteur du groupe de rock irlandais U2.  Joe Bonnie meurt un an plus tard et c'est sa fille Monica qui prend la relève auprès de Larry Mullen Jr.
Joe Bonnie eut beaucoup de mal à enseigner les bases techniques à un jeune Larry plutôt indiscipliné, ennuyé par la théorie, et qui préférait jouer au "feeling". Joe Bonnie est néanmoins parvenu à donner une bonne direction au début de la vie de Larry, le propulsant vers la réussite dans le monde de la musique.